# Zizenhausener Terrakotten
Die Zizenhausener Terrakotten, die der gelernte Kirchenmaler Anton Sohn (1769–1840) seit 1799 in Zizenhausen (heute ein Ortsteil der Stadt Stockach) anfertigte, dokumentieren den Geschmack des Biedermeiers und zugleich den Zeitgeist des Vormärz.
Die in der ersten Hälfte des 19. Jahrhunderts von Anton Sohn aus gebranntem Ton, bunt bemalt, oft bis in kleinste Details zur künstlerischen Vollendung gebrachten terrakotte Figuren, sind ursprünglich als Wohnraumschmuck heute zu begehrten Sammler- und Museumsobjekten geworden. Aus einer Vielzahl der den Darstellungen zugrunde gelegten Vorlagen wurden hunderte dieser Figürchen geschaffen. Über einen Geschäftsmann (Johann Brenner) in Basel wurde der zunehmend größer gewordenen Nachfrage und dem Vertrieb kommerziell Rechnung getragen.
Aus ursprünglich fast ausschließlich geistlichen Motiven wurden nun Darstellungen von Trachten-, Musikanten- und Orchestergruppen geschaffen. Dazu kamen Juden sowie Soldaten und andere Berufsgruppen. Die Vorlagen dazu lieferten Gottfried Mind und Hieronymus Hess. In den einzelnen Werken ist das große Können des Meisters im Ausdruck der zeitkritischen Satire und der Karikatur zu finden.

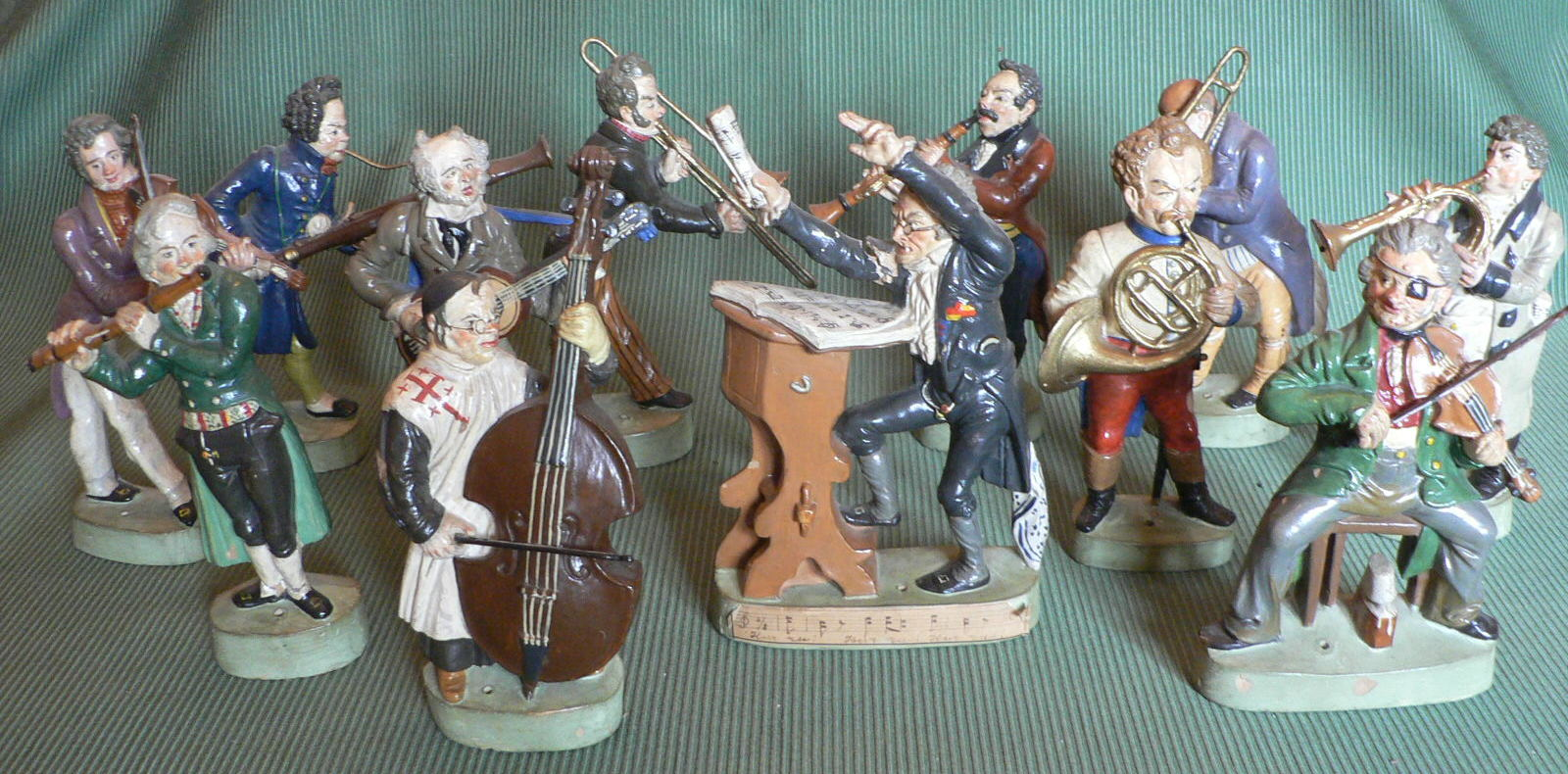
Das große Orchester, Mitte 19. Jahrhundert, Privatbesitz

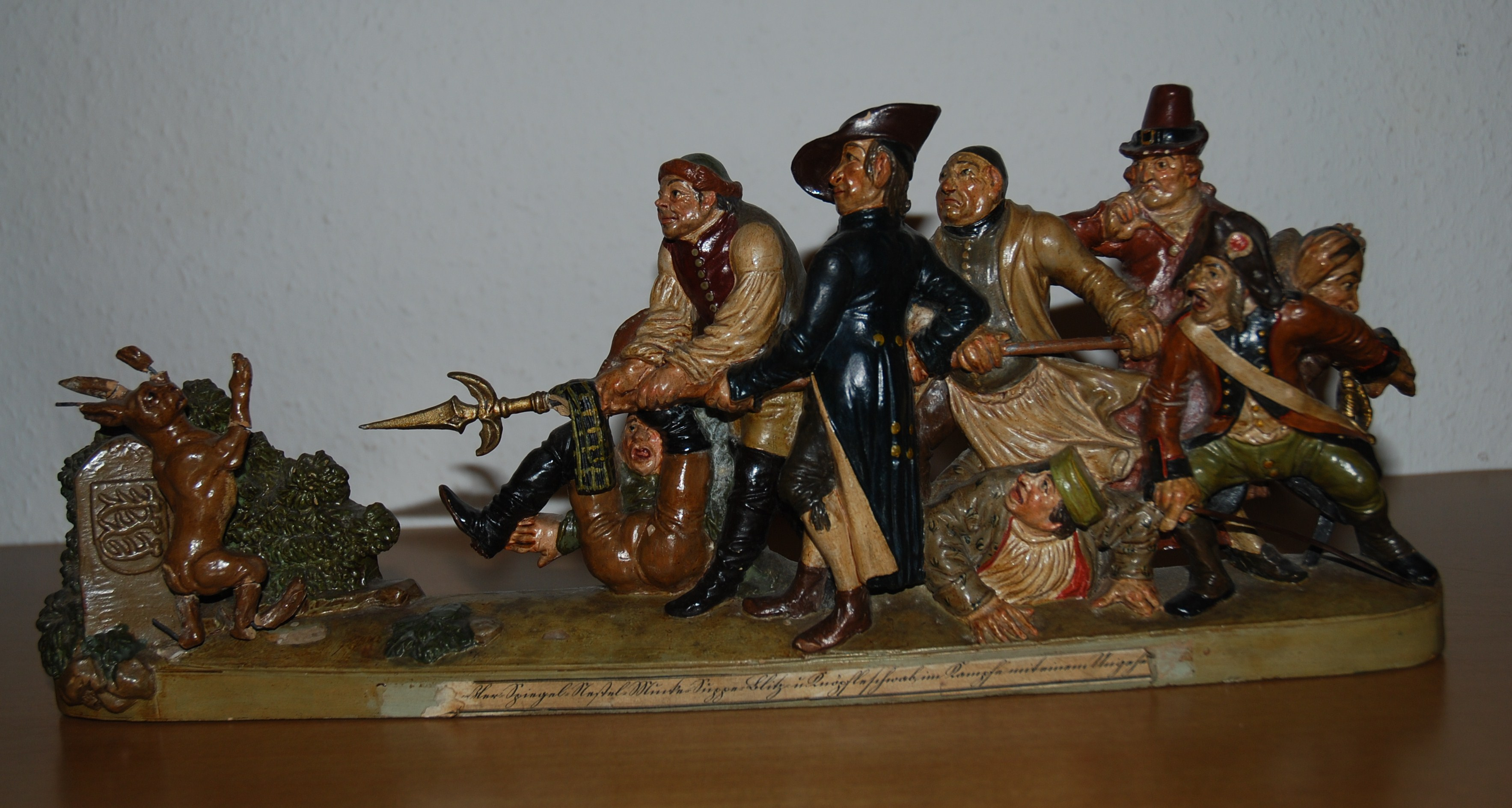
Die sieben Schwaben, Mitte 19. Jahrhundert, Privatbesitz

Als bekannteste der zahlreichen Figuren (oder Gruppen) seien Darstellungen wie der Basler Totentanz, das aus 13 Figuren bestehende Große Orchester, Die sieben Schwaben im Kampf mit einem Hasen, Napoleon oder Kaiser Ferdinand von Österreich erwähnt.

## Basler-Totentanz-Terrakotten
Nach der in der Fachwelt vorherrschenden Meinung diente 1822 eine in Frankfurt am Main im Jahre 1725 (Erstausgabe 1621) vom Kupferstecher Matthäus Merian d. Ä. zu diesen Darstellungen erschienene Auflage (evtl. auch ein späterer Nachdruck dieses Werkes) als Vorlage für Anton Sohn zur Herstellung „seiner“ Basler-Totentanz-Terrakotten in der Werkstatt in Zizenhausen. Diese 42 figuralen Gruppendarstellungen sind im Rosgartenmuseum der Stadt Konstanz, im Museum im Kornhaus in Bad Waldsee sowie im Storchenturm Museum in Zell am Harmersbach ausgestellt. Die umfassendste Sammlung zu diesem Thema besitzt das Stadtmuseum in Stockach. Die dort gezeigte Serie war 1889 auf der Weltausstellung in Paris gezeigt worden. Darüber hinaus verfügt die Stockacher Sammlung über eine fast vollständige Gruppe von sogenannten Musterfiguren. Diese befanden sich bis 2004 im Privatbesitz der Nachfahren von Anton Sohn und wurden dann von der Stadt Stockach erworben. Die Musterfiguren waren nicht mit Firnis versehen und dienten als Farbvorlagen für die Produktion.
Die bis zu 15 cm hohen Originalmodeln halten sich an die vom Großbasler Totentanz her bekannten 39 Tanzpaare mit drei weiteren Themen: Adam und Eva, Predigerszene und Beinhausszene. Die Paare wirken bei ihrem letzten Tanz noch „lebendiger“ als auf den zerstörten Basler Wandgemälden von 1440 und auf den Kupferstichen von Matthäus Merian. Am Sockel jeder Figur sind die Basler Begleitverse aufgemalt, ab 1835 außer in Deutsch auch in englischer und französischer Sprache.

## Rezeption
Laut Katia-Guth Dreyfus, ehemalige Direktorin des Jüdischen Museums der Schweiz, waren die Figuren eindeutig antisemitisch geprägt, eine Tatsache, die zu der damaligen Zeit zu ihren Erfolg beigetragen hat.

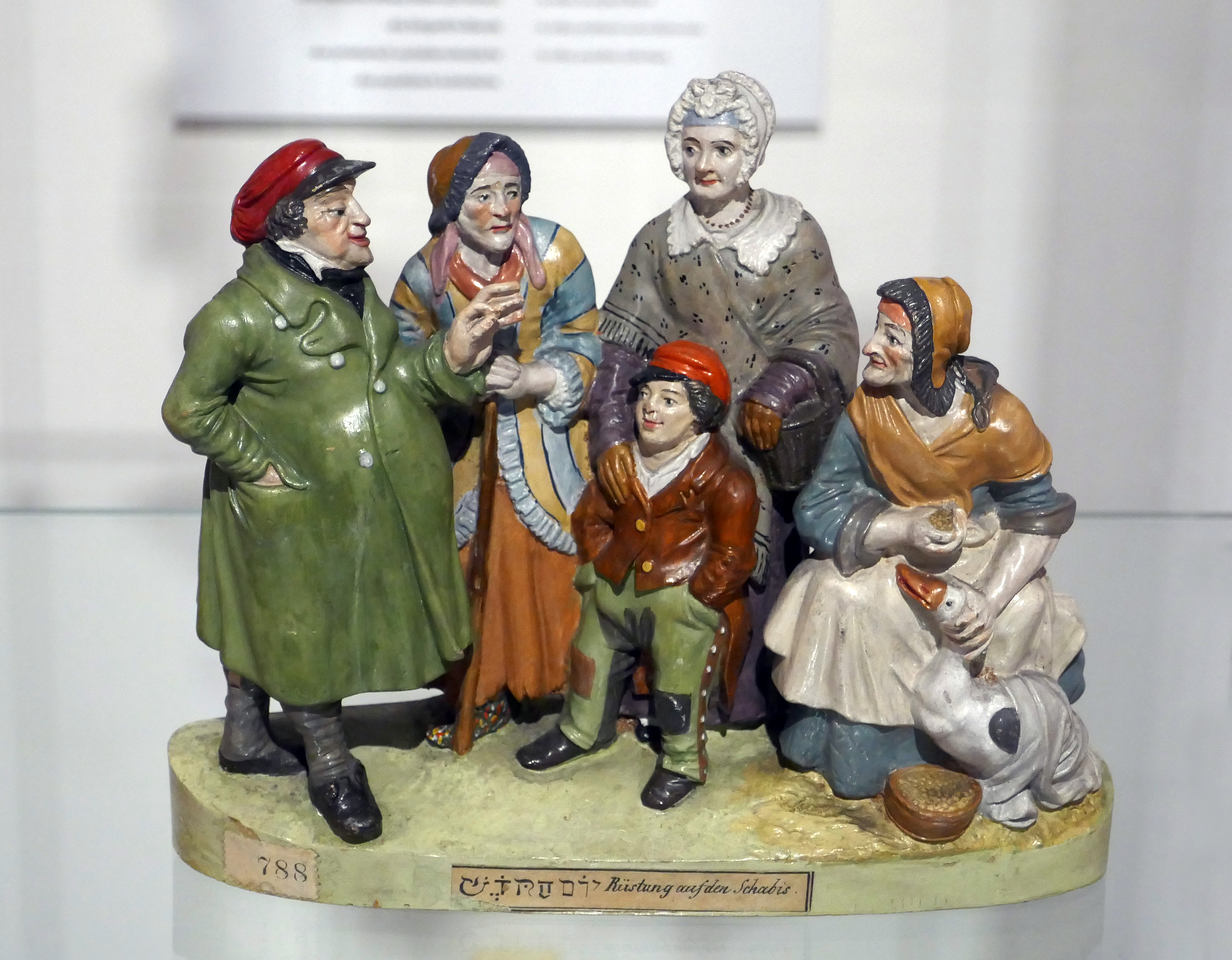
Rüstung auf den Schabbes. Jüdische Familie in zeittypischer Kleidung, 1830–1850, (Museum im Ritterhaus).

Eine Gruppe der Narrenvereinigung Zizenhausen stellt bei der Fasnet Tonfiguren nach Vorbild der Zizenhausener Terrakotten dar. Zu den dargestellten Figuren zählen Gratulanten, Handelsleute, Marktfrauen, Doktor und Patient, Schnupfer, Schweizer Trachten und die Sieben Schwaben.

## Sammlungen
Die umfangreichste Präsentation von Zizenhausener Terrakotten befindet sich im Stadtmuseum Stockach. Dort werden neben dem Totentanz auch Karikaturen, Trachten- und Portraitfiguren sowie religiöse Szenen gezeigt. Sehenswert ist auch die Sammlung der Grafen Douglas im Schloss Langenstein im dortigen Fasnachtsmuseum.